# Tomasz Brażewicz-Dosiółko
Tomasz Brażewicz-Dosiółko znany również jako „Dosiek” (ur. 1965, zm. 2022) – polski muzyk, gitarzysta i współzałożyciel zespołu Kombajn do Zbierania Kur po Wioskach.

## Życiorys
Był współzałożycielem grającego rocka alternatywnego zespołu Kombajn do Zbierania Kur po Wioskach w którym jako gitarzysta występował w latach 2001–2009. Razem z zespołem wygrał między innymi Festiwal Rockowy w Węgorzewie w 2003, a także nagrał dwa albumy; Ósme piętro z 2005 oraz Lewa strona literki M z 2006. Z zespołem występował również w ramach Męskiego Grania.
Zmarł we Wrocławiu w kwietniu 2022.